# Ustav SSSR
Najviši pravni akt SSSR-a je tri puta menjan, ono što je zajedničko za sva tri ustava su: federalno uređenje, partijski monopol KP SSSR-a i socijalizam kao društveni sistem.

## Prvi Ustav SSSR-a (1924)
Drugo zasedanje Saveznog kongresa sovjeta SSSR-a , vrhovnog organa novoformirane države, usvaja 31. januara 1924. godine prvi Ustav SSSR-a (Savez Sovjetskih Socijalističkih Republika) koji važi sve do 1936. godine.
U svojim osnovnim postavkama, Ustav SSSR-a predstavlja svojevrsnu recepciju Ustava RSFSR. Ovaj ustav sadrži jednu odredbu neuobičajenu za ustave federativnih država: pravo saveznih država na otcepljenje od SSSR-a.
Struktura vlasti nije bitno promenjena, i dalje postoji Kongres (svesavezni) i Centralni izvršni komitet (koji je dobio dvodomu strukturu) kao njegov izvršni organ. U Sovjetu narodnih komesara sada postoje dve vrste komesarijata: savezni i objedinjeni.
Vrhovni sud SSSR-a je najviša pravosudna instanca.

## Drugi Ustav SSSR-a (1936)
VIII izvanredno zasedanje Svesaveznog kongresa usvojilo je 5. decembra 1936. godine Ustav SSSR-a, koji je, uz neke izmene, ostao na snazi sve do 1977. godine.
Ustav ima 146 članova podeljenih na 13 poglavlja. Osnovna načela ustava su: državna socijalistička svojina, likvidacija nezaposlenosti, pravo na rad, ravnopravnost naroda i narodnosti...
Ustavom je određeno da je SSSR socijalistička država radnika i seljaka, čiju bazu čine sovjeti, nastali kao posledica likvidacije kapitalizma i uspostavljanja diktature proletarijata.
Razlikuju se tri osnovna svojinska oblika: državna socijalistička svojina, kolhozna i lična svojina.
SSSR je federativna država dobrovoljno ujedinjenih i ravnopravnih naroda, koju sačinjava petnaest republika. U okviru saveznih republika postoje autonomne republike i oblasti. Republike i dalje imaju pravo na otcepljenje (to pravo su iskoristile Ukrajina i Beloruska SSR).
Vrhovni zakonodavni organ je Vrhovni sovjet, sastavljen od Saveznog sovjeta i Sovjeta nacionalnosti. Savezni sovjet bira se proporcionalno – jedan poslanik na 300.000 birača, a u Sovjet nacionalnosti bira se po 25 poslanika iz svake savezne republike, 11 iz svake autonomne republike, 5 iz svake autonomne oblasti i po jedan iz svakog nacionalnog okruga.
Vrhovni organ državne uprave je Ministarski savet a sudska funkcija poverena je nezavisnim sudovima. Iz izbornog sistema su nestala sva ranija ograničenja i zavedeno je neposredno i jednako biračko pravo za sve izbore uz mogućnost opoziva izabranih poslanika pre isteka roka.